# Verband der Köche Deutschlands

Das Logo des Verbands

Der Verband der Köche Deutschlands e. V. (VKD) ist ein Berufsverband und wurde am 2. März 1948 gegründet. Er hat seinen Sitz in Frankfurt am Main und geht zurück auf den 1884 in Dresden gegründeten Verband deutscher Köche sowie den 1895 in Frankfurt am Main gegründeten Internationalen Verband der Köche (IVdK). Letzterer organisierte 1900 die 1. Internationale Kochkunstausstellung und betrieb von 1909 bis 1933 das Kochkunstmuseum in Frankfurt am Main.
Der VKD untergliedert sich in die neun Landesverbände Berlin-Brandenburg, Nord, Niedersachsen, Nordrhein-Westfalen, Hessen, West, Baden-Württemberg, Bayern und Mitteldeutschland. Diesen gehören 123 regionale Zweigvereine mit etwa 7200 Mitgliedern an.
Der Verband ist Mitglied der 2015 gegründeten Koch-G5, einem Zusammenschluss der Kochverbände aus Deutschland (VKD), Österreich (VKÖ), Schweiz (SKV), Südtirol (SKV) und Luxemburg (Vatel).
Die Mitglieder des VKD gehören zugleich dem Weltbund der Kochverbände (World Association of Chefs Societies – WACS) an.
Zu Ehren des Heiligen Laurentius von Rom, dem Schutzpatron der Köche, wird seit 1986 jährlich der Laurentiustag des VKD gefeiert.

## Präsidenten
- bis 2013: Robert Oppeneder
- 2013–2019: Andreas Becker, Trier
- 2019–2021: Richard Beck, Augsburg
- seit September 2021: Daniel Schade, Berlin

## Auszeichnungen
Der Rudolf-Achenbach-Preis wurde 1975 von Rudolf Achenbach initiiert und wird vom Verband der Köche Deutschlands organisiert. Der Preis ist der älteste noch bestehende Bundesjugendwettbewerb zur Förderung junger Köchinnen und Köche in der Ausbildung in Deutschland.
Zwischen 2003 und 2005 wurde vom VKD der „Hobbykoch des Jahres“ mit dem Goldenen Lorbeerblatt ausgezeichnet. Die Preisträger waren:
- 2003 Roland Koch (Ministerpräsident Hessen)
- 2004 Renate Schmidt (Bundesfamilienministerin)
- 2005 Johannes B. Kerner (Fernsehmoderator)